# Bazyli I Macedończyk
Bazyli I Macedończyk, Bazyli I Macedoński, Bazyli I Kefalas, Bazyli I Głowacz (ur. 811, zm. 29 sierpnia 886) – cesarz bizantyjski od 867, pierwszy cesarz z dynastii macedońskiej.
Urodził się w rodzinie chłopskiej osiadłej w Macedonii. Wysuwano hipotezy, że mógł być słowiańskiego (w tym czasie miała miejsce kolonizacja słowiańska w Macedonii) lub omiańskiego pochodzenia.
Uprowadzony do niewoli bułgarskiej w czasie wojny bizantyjsko-bułgarskiej w latach 811-813. Do kraju powrócił w nieznanych okolicznościach.
Zyskał na znaczeniu na dworze cesarskim po wstąpieniu na służbę Teofilizesa, krewnego Bardasa, wuja cesarza. Bazyli stał się zamożny dzięki bogatej wdowie Danielis, która przyjęła go do domu i podarowała mu majątek ziemski. Zwrócił na siebie uwagę cesarza Michała III Metystesa jako poskramiacz koni i zapaśnik. Karierę rozpoczął od stanowiska koniuszego na dworze cesarskim (855). Stał się też ochroniarzem cesarza. Na polecenie cesarza Bazyli poślubił jego ulubioną kochankę. Usuwając politycznych przeciwników, w tym faktycznie rządzącego państwem cesarskiego wuja Bardasa, został współcesarzem w 866 roku. Rok później wraz z ojcem zamordował cesarza Michała III Metystesa i w 867 roku został jedynowładcą. Podczas jego panowania kontynuowany był okres rozkwitu Cesarstwa, nazywany renesansem macedońskim, zapoczątkowany jednak w czasie rządów Bardasa i nominalnie Michała III, ostatniego władcy poprzedniej dynastii.

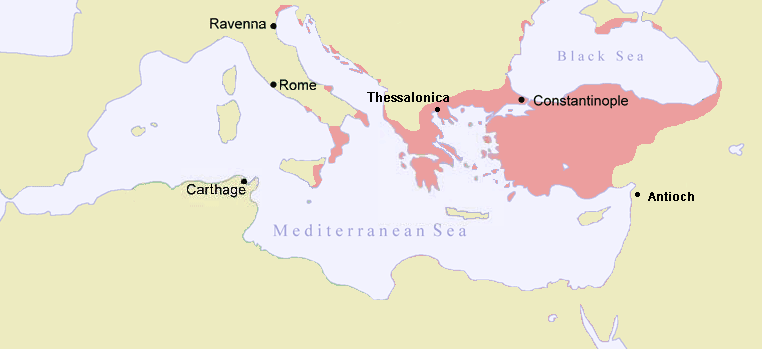
Cesarstwo Bizantyńskie w roku 867.

Odbudował autorytet Bizancjum na Bałkanach, jego flota uwolniła Dubrownik od oblężenia arabskiego (867/868). Bułgaria ostatecznie uznała kościelne zwierzchnictwo Bizancjum (870). Bazylemu udało się również załagodzić spory z papieżem wynikające z tzw. schizmy Focjusza. W 878 zdobył ostatnią fortecę paulicjan – Tefrike we wschodniej Anatolii, jednak nie doprowadziło to do całkowitego upadku herezji.
Prowadził zwycięskie kampanie na wschodzie, korzystając z osłabienia będącego w kryzysie kalifatu Abbasydów, które doprowadziły do opanowania dróg wypadowych w górach Taurusu i Antytaurusu oraz umocnienia się w dolinie Eufratu. Poważne sukcesy w walce z Arabami udało się Bazylemu odnieść również i na zachodzie. Przy pomocy floty weneckiej oczyścił Adriatyk z korsarzy saraceńskich, wreszcie odzyskał Bari w 876 roku i Tarent w południowych Włoszech, umacniając w ten sposób pozycję Cesarstwa w tym regionie. Nie powiodło mu się jedynie na Sycylii, gdzie nie zdołał powstrzymać upadku Syrakuz (878).
Za jego panowania nastąpiła reorganizacja administracji i skarbu państwa. Zapoczątkował ponowną (po Corpus Iuris Civilis) kodyfikację prawa bizantyjskiego, wydając dwa dzieła Procheiron i Epanagogę. Bazyli zasłynął również jako mecenas artystyczny.

## Rodzina
Z pierwszą żoną Marią, Bazyli miał kilkoro dzieci, w tym:
- Symbatiosa, współcesarza w latach 869–879 jako Konstantyn,
- Anastazję, żonę generała Krzysztofa.

Z drugą żoną Eudokią Ingeriną (kochanką poprzedniego cesarza), Bazyli miał trzech synów (niektórzy historycy przypisują ojcostwo Leona VI poprzedniemu cesarzowi):
- Leona VI, kolejnego cesarza,
- Stefana I, patriarchę Konstantynopola,
- Aleksandra, cesarza od 912.